# Traf-O-Data
Traf-O-Data fue una sociedad creada por Bill Gates, Paul Allen y Paul Gilbert. El objetivo de la empresa era analizar y leer datos en bruto de los contadores de tráfico de las carreteras para escribir informes para los ingenieros de tráfico.
Colocaron contadores neumáticos a los costados de las carreteras y mangueras de goma que creaban un golpe de aire al pasar por encima de las ruedas de los vehículos: cada golpe de aire, se registraba en un rollo de cinta de papel. Así funcionaba el contador en los años 70. La hora y el número de ejes perforaban un papel en patrones de 16 bits. Estos datos luego eran traducidos para los ingenieros de tráfico.
La compañía cerró tres años más tarde, en 1975 ya que la gobernación de Washington decidió hacer de manera gratuita la misma tarea que realizada Traf-O-Data. La compañía tuvo un éxito limitado, pero la experiencia que Bill Gates obtuvo fue importante para la creación de Microsoft unos años después.